# Cédric Michaud
Cédric Michaud (Machecoul, 26 februari 1976) is een Frans langebaan- en marathonschaatser.
Michaud begon zijn carrière als allrounder. Op het EK allround 1997 in Thialf werd Michaud 27e na op de 500, 5000 en 1500 meter ook al drie keer als 27e te zijn geëindigd. Later dat jaar op de WK allround werd hij 34e. Ook op de EK allround 1999 in Thialf (21e) en de EK allround 2000 in Hamar (18e) deed Michaud mee.
Als marathonschaatser had Michaud meer succes. In een veld met bijna alleen maar Nederlanders was hij jarenlang de beste buitenlander. In seizoen 2002-2003 en 2005-2006 won de Fransman de Essent KNSB Cup. De enige buitenlander die dit eerder gepresteerd had was de Rus Oleg Bozjev. Ook won Michaud in 2001, 2002 en 2005 de Greenery Zesdaagse en kreeg hij in 2006 de Dick van Gangelen-trofee, de prijs voor de beste marathonschaatser van het seizoen.
Een klein uitstapje terug naar het langebaanschaatsen leverde Michaud op de WK afstanden 2005 een 21e plek op de 5000 meter en een 13e plek op de 10.000 meter op.